# Neuroprotector (farmacología)

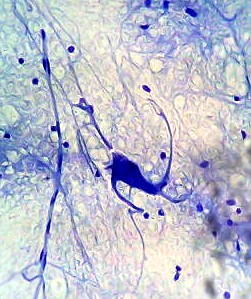
Neurona.

Un neuroprotector es cualquier agente farmacológico que cuando se administra después de un trauma cerebral o tras ataque por compuesto neurotóxico atenúa el daño celular neuronal inducido por el trauma o la neurotoxina y de ese modo disminuye los problemas funcionales posteriores inducidos por el trauma cerebral. Un agente de este tipo debe poseer una actividad farmacológica que promueva la supervivencia y la función de las neuronas. Los medicamentos que ofrecen neuroprotección también se pueden usar para disminuir o prevenir la pérdida de la función cerebral en una enfermedad neurodegenerativa.
Hoy día, los esfuerzos de las farmacéuticas han puesto atención en el descubrimiento y desarrollo de agentes neuroprotectores como un medio para reducir o prevenir la neurodegeneración y, por lo tanto, ralentizar o revertir el deterioro cognitivo y la demencia. Aunque muchas enfermedades del sistema nervioso central se acompañan de demencia, con mucho, la causa más frecuente y devastadora de este tipo de padecimiento en todo el mundo es sin duda la enfermedad de Alzheimer (EA).
Muchos autores suponen que la deposición de la proteína β-amiloide (Aβ) provoca cambios neuronales secundarios que son la causa de la muerte neuronal, aunque otros autores asocian la muerte de las neuronas con la hiperfosforilación de las proteínas Tau que forman espirales neurofibrilares dentro de las células nerviosas y conducen a su muerte. Existe bastante evidencia que indica que la Aβ es un factor preponderante en la causalidad de la enfermedad y puede ser un objetivo terapéutico tratable. La capacidad de Aβ para autoasociarse y formar conjuntos oligoméricos parece subyacer a los primeros eventos tóxicos que conducen a deterioro de la memoria y posterior neurodegeneración.
Los objetivos principales de las estrategias neuroprotectoras en la EA son prevenir la formación de la Aβ o aumentar su tasa de eliminación del cerebro. La Aβ es un fragmento peptídico de 36-43 aminoácidos derivado de la proteína precursora amiloide (PPA) y contribuye al deterioro cognitivo y a la neurodegeneración propiciada en la EA. Aβ es el componente molecular central de la placa neurítica, una de las características neuropatológicas características de la enfermedad. Los oligómeros de la proteína Aβ se extrajeron directamente de la corteza cerebral de sujetos con EA.
El péptido Aβ se genera como resultado de una escisión enzimática en dos etapas de la PPA transmembrana. La primera escisión enzimática, que genera el extremo amino de Aβ y libera un fragmento de PPA Carboxilo-terminal de 99 aminoácidos (C-99) que se denomina enzima de escisión de PPA de sitio-β (β-secretasa, también conocida como memapsina 2 o BACE1, por las siglas de Beta-site APP-Cleaving Enzyme 1).

## Inhibidores de la β-secretasa (memapsina 2)

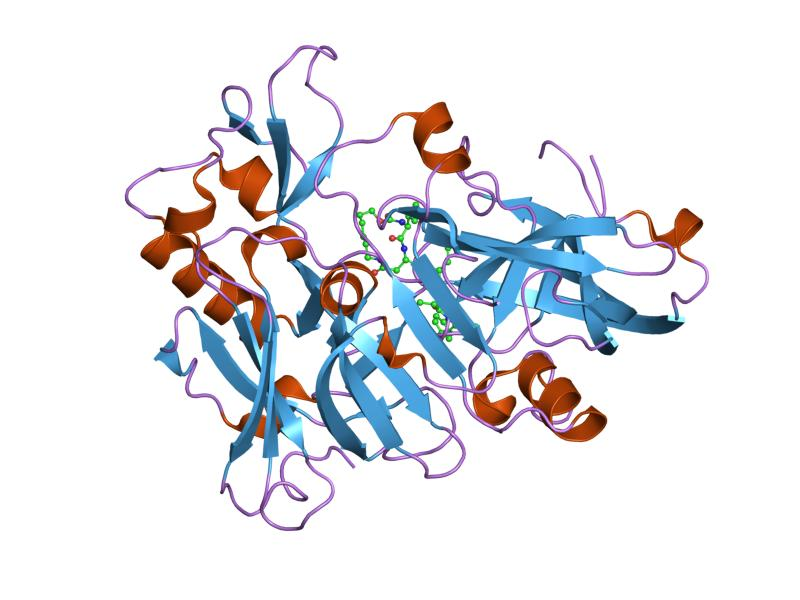
β-secretasa (memapsina 2)

Los inhibidores de la β-secretasa (BACE en inglés) también han sido el foco de intensa actividad de descubrimiento de fármacos. Esta enzima, de la familia de las proteasas aspárticas, no solo se desempeña en el primer paso en la ruta que conduce a la producción de Aβ, sino que su eliminación genética solo produce fenotipos leves. Además, hoy se conoce su mecanismo de acción e inhibición. El desarrollo de inhibidores de la β-secretasa ha sido lento, debido a la dificultad de combinar las propiedades requeridas en una única molécula inhibidora. Se demostró que un inhibidor de la β-secretasa, conjugado con un péptido transportador para penetrar la barrera hematoencefálica, llega desde el plasma hacia cerebro y reduce el péptido Aβ en ratones con EA.

### Ensayos clínicos
El primer inhibidor altamente potente OM99-2 se creó basándose en el sustrato de β-secretasa en el que el enlace peptídico escindible se reemplazó por un isóstero de estado de transición hidroxietileno de Leucina-Alanina. Posteriormente, el reemplazo de Leucina-Alanina con un derivado de estatina condujo a una variedad de inhibidores potentes de β-secretasa.
El inhibidor GSK188909 (o compuesto 21, por el orden en que se desarrolló) fue el primer inhibidor de la β-secretasa biodisponible por vía oral capaz de reducir la Aβ en el cerebro de ratones transgénicos PPA.
El laboratorio Eli Lilly fue la primera en anunciar el desarrollo de una molécula pequeña inhibidora de la β-secretasa llamada LY2811376, que inicialmente demostró propiedades farmacocinéticas y farmacodinámicas preclínicas alentadoras. Sin embargo, el proceso se interrumpió debido a las reacciones adversas tóxicos, aunque proporcionó la viabilidad para el desarrollo adicional de otros inhibidores de la β-secretasa de molécula pequeña para reducir la producción de Aβ cerebral.
El compuesto LY2886721, otro inhibidor de molécula pequeña también de Eli Lilly, oralmente biodisponible, se introdujo luego en ensayos clínicos de Fase 1 y 2 para determinar su seguridad y tolerabilidad. Los ensayos clínicos terminaron en abril de 2011.
En abril de 2012, el laboratorio Merck (MSD en México) informó los resultados de fase I para su inhibidor de la β-secretasa verubecestat (MK-8931). El fármaco se probó inicialmente en 88 voluntarios sanos. En febrero de 2017, Merck suspendió su ensayo de fase tardía para el verubecestat para la EA leve a moderada debido a la falta de eficacia. Sin embargo, se sigue oinvestigando el verubecestat con dosis diferentes y otros esquemas..
Otro inhibidor, propiedad de AstraZeneca con colaboración de Eli Lilly, llamado Lanabecestat produjo una reducción dependiente de la dosis de péptidos de Aβ.
Otros inhibidores de la β-secretasa que también se están probando en estudios de pacientes con EA prodrómica y leve incluyen al PF-05297909 de Pfizer, TAK-070 de Takeda, VTP-37948 Vitae/Boehringer Ingelheim, HPP845 de High Point y CNP520 de Novartis-Amgen.